# Pastinachus gracilicaudus
Pastinachus gracilicaudus är en rockeart som beskrevs av Last och Manjaji-Matsumoto 20. Pastinachus gracilicaudus ingår i släktet Pastinachus och familjen spjutrockor. Inga underarter finns listade i Catalogue of Life.